# شوتشيكيتزال

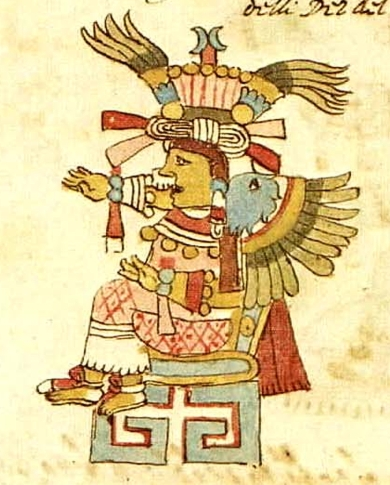
شوتشيكيتزال من كوديكس ريوس في القرن السادس عشر.

شوتشيكيتزال Xochiquetzal (بلغة ناواتل الكلاسيكية: Xōchiquetzal)، وتسمى أيضا إيتشبوتشتلي (بالناواتل الكلاسيكية: Ichpōchtli، بمعنى «العذراء»)،  هي إحدى المعبودات في أساطير الأزتك وكانت مرتبطة بمفاهيم الخصوبة والجمال والقوة الجنسية للإناث، وكانت حامية للأمهات الشابات وراعية الحمل والولادة والحرف التي تمارسها النساء مثل النسيج والتطريز. هناك شخصية مشابهة في ثقافة المايا قبل الاكتشاف وهي الإلهة الأولى.

## الاسم
اسم شوتشيكيتزال هو مركب من شوتشيتل xōchitl («زهرة») وكيتزالي quetzalli («ريشة ثمينة؛ ريشة ذيل الكيتزال»). وفي تشكيل لغة الناواتل الكلاسيكية، فإن العنصر الأول في الاسم المركب يعدل العنصر، وبالتالي يمكن أن يؤخذ اسم الإلهة حرفيا على أنه «ريشة زهرية ثمينة» أو «ريشة كيتازال زهرية». يتطابق اسمها البديل، إتشبوتشتلي، مع كلمة العذراء أو الشابة.

## الوصف

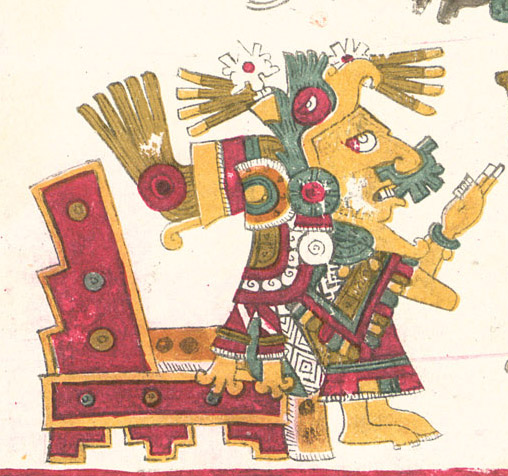
شوتشيكيتزال في كودكس بورجيا.

على عكس العديد من الإلهات الإناث الأخريات في مجمع الآلهة الآزتيكية والمرتبطة بالزراعة والجنس، يتم تصوير شوتشيكيتزال دائمًا على أنها امرأة مغرية وشابة ترتدي زاهيا يرتبط رمزيا بالنباتات وبالأخص بالزهور. كما تمثل شوتشيكيتزال أيضا الرغبة والسرور الانغماس في الملذات، تظهر أيضا كراعى ة للحرفيين الذين يصنعون الأشباء الفخمة.
تظهر وهي تبعتها حاشية من الطيور والفراشات. وارتدى أتباعها أقنعة الحيوانات والزهور في المهرجانات التي أقيمت على شرفها كل ثماني سنوات. توأمها هي شوتشيبيلي وزوجها هو تلالوك، حتى اختطفها تيزكاتليبوكا وأجبرها على الزواج منه. وكانت في زمن ما متزوجة أيضا من سينتيوتل وشويتيكوتلي. وهي والدة كيتزالكواتل من زوجها ميشكواتل.
إتشبوتشتلي هو شكل بديل يمثل شوتشيكيتزال بشكل الجمال والجنس والحرف اليدوية والخصوبة والرقص والموسيقى والغناء والنسيج والسحر وتعويذات الحب. نبات القطيفة مقدس ومكرس لها.
عرّفها الأنثروبولوجيا هوغو نوتيني مع عذراء أوكوتلان في مقالته عن القديسين في ولاية تلاكسكالا.